# Art Pepper
Arthur Edward Pepper (Gardena, 1º settembre 1925 – Panorama City, 15 giugno 1982).
è stato un sassofonista e clarinettista statunitense.
Art Pepper è stato una sorta di leggenda nel panorama jazz degli anni cinquanta. Vita privata e musicale non avevano confini: l'una confluiva nell'altra in maniera devastante.

## Biografia
Art Pepper è nato a Gardena, in California, da una quattordicenne fuggita di casa e da un marinaio imbarcato su navi mercantili. Entrambi erano alcolisti violenti e quando Pepper era ancora molto giovane fu mandato a vivere con la nonna paterna. Qui ha espresso il primo interesse e talento musicale, e per questo gli sono state date lezioni di musica. Ha iniziato a suonare il clarinetto a nove anni, quindi è passato al sassofono contralto a 13, dopo di che ha iniziato a suonare in Central Avenue, il quartiere dei nightclub neri di Los Angeles.
Art Pepper esordisce suonando con band di colore a Los Angeles. Viene scritturato dall'orchestra di Benny Carter come secondo sax, e poi da quella di Stan Kenton, prima di prestare servizio militare  tra il 1944 e il 1946, terminato il quale torna a suonare con la band di Kenton fino al 1952, quando ormai nella scena musicale californiana la sua fama come solista sassofonista era seconda solo a quella di Kenton.
Incideva nell'intervallo temporale tra un'entrata e un'uscita dal carcere a causa di problemi con la droga. La sua musica, influenzata agli inizi da Charlie Parker, seppe trovare una strada e un suono proprio.
Nei primi anni cinquanta incide sia come leader sia come session man, ma il momento più fortunato è dal 1957 al 1960. Dopo viene il buio del carcere e lo smarrimento tecnico: inizia ad imitare il sassofono di John Coltrane e a deludere i suoi fans. Nel 1968 registra con Buddy Rich ma si ferma per un grave malanno. Ritorna sulle scene nel 1975, grazie anche all'aiuto della moglie, e tra concerti e incisioni ritrova la "forma musicale".
I lavori migliori verranno fuori tra la fine degli anni settanta e gli anni ottanta. Straight Life, libro autobiografico, documenta ampiamente la sua vita vissuta sempre ai limiti.
Pepper muore di ictus a Los Angeles il 15 giugno 1982, all'età di 56 anni. È sepolto nel Mausoleo dell'Abbazia dei Salmi nell'Hollywood Forever Cemetery.

## Discografia
Discografia da leader selezionata suddivisa per anni:
1952
- Art Pepper Early Days, Vol. 1 (Norma (J) NLP 5001
- Art Pepper Live At The Lighthouse '52 (Norma (J) NOCD 5630)
- The Early Show (Xanadu 108)
- The Late Show (Xanadu 117)
- Art Pepper (Discovery DL 3019)

1953
- Art Pepper Discoveries (Savoy SJL 2217)
- The Complete Surf Ride (Savoy Jazz (J) K30Y 6187/88)
- Art Pepper With Sonny Clark Trio - Straight Ahead Jazz, Vol. 1 (Straight Ahead Jazz SAJ 1001)
- Art Pepper With Sonny Clark Trio - Straight Ahead Jazz, Vol. 2 (Straight Ahead Jazz SAJ 1004)
- Art Pepper Quintet (Discovery DL 3023)

1956
- Art Pepper Plays Shorty Rogers And Others (Pacific Jazz PJ-LA 896-H)
- The Return Of Art Pepper (Jazz West JWLP 10)
- The Art Pepper Quartet (Tampa TP 20)
- The Art Pepper Quartet (Fantasy OJCCD 816-2)
- The Way It Was! (Contemporary S 7630)
- Art Pepper With Warne Marsh (Contemporary (J) VICJ 23640)
- Modern Art (Intro ILP 606)

1957
- Early Art (Blue Note BN-LA 591-H2)
- The Complete Art Pepper Aladdin Recordings, Vol. 2 - Modern Art (Blue Note CDP 7 46848-2)
- Art Pepper/Sonny Criss/Bud Shank - The Altoman (Norma (J) NLP 5004)
- Meets The Rhythm Section (Contemporary C 3532)
- The Art Of Pepper (Omegatape ST 7020)
- The Art Of Pepper, Vol. II (Overseas (J) ULS 1534-V)
- Omega Alpha (Blue Note LT 1064)
- The Art Of Pepper, Vol. II (Omegatape ST 2030)
- The Complete Pacific Jazz Small Group Recordings Of Art Pepper (Mosaic MR3-105)
- The Artistry Of Pepper (Blue Note CDP 7 97194-2)
- Mucho Calor (Andex AS 3002)

1959
- Art Pepper + Eleven - Modern Jazz Classics (Contemporary M 3568)
- Art Pepper + Eleven - Modern Jazz Classics (Fantasy OJCCD 341-2)
- The Subterraneans (MGM E 3812)

1960
- Gettin' Together (Fantasy OJCCD 169-2)
- Smack Up (Contemporary M 3602)
- Smack Up (Fantasy OJCCD 176-2)
- Intensity (Contemporary M 3607)

1964
- Art Pepper Quartet '64 In San Francisco (Fresh Sound (Sp) FSR 402)
- Live At Donte's, Vol. 1 (Fresh Sound (Sp) FSR 5001)
- Live At Donte's, Vol. 2 (Fresh Sound (Sp) FSR 5002)

1975
- Memorial Collection, Vol. 3 - I'll Remember April (Trio (J) PAP 25041)
- Living Legend (Contemporary S 7633)
- Living Legend (Fantasy OJCCD 408-2)

1976
- On The Road (Contemporary S 7636)
- The Trip (Contemporary S 7638)
- The Trip (Fantasy OJCCD 410-2)
- Memorial Collection, Vol. 4 - A Night In Tunisia (Trio (J) PAP 25044)
- First Live In Japan  (Polydor (J) J00J 20390)
- No Limit (Contemporary S 7639)
- No Limit (Fantasy OJCCD 411-2)
- Thursday Night At The Village Vanguard (Fantasy OJCCD 694-2)
- Live At The Village Vanguard (Contemporary (J) GXH 3009/11)
- The Complete Village Vanguard Sessions  (Contemporary 9CCD 4417-2)
- More For Les: At The Village Vanguard, Vol. 4 (Contemporary C 7650)
- More For Les: At The Village Vanguard, Vol. 4 (Fantasy OJCCD 697-2)
- Friday Night At The Village Vanguard (Fantasy OJCCD 695-2)
- The Village Vanguard Collection (Contemporary (J) VDP 5043/46)
- Saturday Night At The Village Vanguard (Fantasy OJCCD 696-2)
- San Francisco Samba (Contemporary CCD 14086-2)
- The Gauntlet (Soundtrack) (Warner Bros. BSK 3144)

1978
- Memorial Collection, Vol. 2 - The Summer Knows (Trio (J) PAP 25038)
- Among Friends (Interplay IP 7718)
- Among Friends (Interplay (J) ARTCD 18)
- Today (Galaxy GXY 5119)
- The Complete Galaxy Recordings (Galaxy 16GCD 1016-2)

1979
- New York Album (Galaxy GXY 5154)
- So In Love (Artists House AH 12)
- Artworks (Galaxy GXY 5148)
- Stardust (Artists House (J) VDJ 1008)
- Landscape (Galaxy GXY 5128)
- Landscape (Fantasy OJCCD 676-2)
- Besame Mucho (Galaxy (J) VIJ 6372)
- Straight Life (Galaxy GXY 5127)
- Straight Life (Fantasy OJCCD 475-2)
- Winter Moon (Galaxy GXY 5140)
- Winter Moon (Fantasy OJCCD 677-2)

1981
- With Duke Jordan In Copenaghen 1981 (Galaxy 2GCD 8201-2)
- Art Lives: The Maiden Voyage Sessions, Vol. 2 (Galaxy GXY 5145)
- APQ: The Maiden Voyage Sessions, Vol. 3 (Galaxy GXY 5151)
- Arthur's Blues (Fantasy OJCCD 680-2)
- One September afternoon (Galaxy GXY 5141)
- Roadgame: The Maiden Voyage Sessions, Vol. 1 (Galaxy GXY 5142)
- Roadgame: The Maiden Voyage Sessions, Vol. 1 (Fantasy OJCCD 774-2)
- Art 'N' Zoot (Pablo PACD 2310-957-2)
- Darn That Dream (Real Time RT 309)
- Tete-A-Tete (Galaxy GXY 5142)
- Goin' Home (Galaxy GXY 5143)

1982
- Last Concert 1982 - Final Art (Tofrec (J) TFCL 88918)